# Музична критика

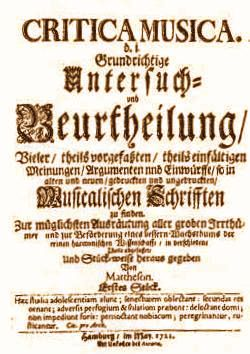
«Музична критика». Трактат Йоганна Маттезона

Музична критика — галузь музикознавства, що займається аналізом і оцінкою явищ музичної практики минулого і сучасності з певних естетичних позицій, виступаючи посередником між автором, виконавцем і слухачем. Форма реалізації завдань музичної критики — переважно літературна: статті, рецензії, огляди, нариси, есе тощо, а також виступи на радіо і телебаченні.   
У широкому сенсі елементи музичної критики можуть міститися в будь-якому розгорнутому професійному висловлюванні, і аж до XVIII століття музична критика являла собою інтегральну частину спеціалізованих трактатів про музику і загальніших гуманітарно-філософських праць. З появою періодичної преси поступово виникла музична критика у вужчому сенсі слова, яка позиціонує себе як експертна оцінка музичних творів, адресована більш-менш широкому колу їх слухачів. 
У розвитку як музичної критики, так і музичної журналістики (орієнтованої більшою мірою на виклад фактів, ніж на відстоювання певних естетичних концепцій) зіграла велику роль становлення в XIX столітті спеціалізованих періодичних видань широкої читацької орієнтації — перш за все, першої «Загальної музичної газети», що відкрилася 1798 року. У той же час протягом усього XIX століття розвивалася і критика в музичних розділах видань загального профілю. Як джерело заробітку, але також і як платформу для висловлення своєї точки зору, можливість публікації статей про музику в газетах і журналах загального профілю використовували багато великих музиканти — наприклад, Роберт Шуман та Гектор Берліоз.

На думку сучасних музикознавців, музична критика спиратися на аналітичний досвід вироблений музикознавством. Так, Юрій Келдиш зазначав, що об'єктивна критична оцінка того чи іншого творчого факту вимагає «урахування конкретних умов його виникнення, місця, займаного ним у загальному процесі музичного розвитку, у громадському та культурному житті даної країни і народу в певну історичну епоху. Для того, щоб бути доказовою і переконливою, ця оцінка повинна спиратися на тверді методологічні основи і накопичені результати історичного і теоретичного музикознавчого дослідження».
В сучасній системі освіти України музична критика є навчальною дисципліною, що викладається на історико-теоретичних факультетах вищих музичних навчальних закладів

## Музичні інтернет-журнали

### Українські музичні інтернет-журнали
Музика - http://mus.art.co.ua/ [Архівовано 25 липня 2020 у Wayback Machine.]
Moderato - http://moderato.in.ua/ [Архівовано 23 серпня 2020 у Wayback Machine.]
The Claquers - https://theclaquers.com/ [Архівовано 12 червня 2020 у Wayback Machine.]